# Ricardo Ceceña
Ricardo Omar Ceceña de la Ree (Hermosillo, 31 luglio 1995) è un attore televisivo e cantante messicano.

## Biografia
Nato il 31 luglio del 1995 ad Hermosillo, Sonora, a soli 8 anni entra nel cast del reality show per bambini Código Fama, nella terza edizione, Ricardo aveva fatto una lunga selezione, dimostrando di saper cantare molto bene. Dopo di che ha preso lezioni di recitazione.
Ha partecipato ai programmi televisivi e telenovelas:  Fuego en la sangre, Duelo de pasiones, La fea más bella, El pantera, Plaza Sésamo, Incógnito, Wax, Otro Rollo, Mujer, casos de la vida real e  La rosa de Guadalupe.
Infine fece parte della telenovela Atrévete a soñar, come Richie. Ha fatto anche opere di teatro tra cui Pinocchio.